# Fluorid manganatý
Fluorid manganatý je anorganická sloučenina s chemickým vzorcem MnF2. Je to světle růžová pevná látka.

## Příprava
Fluorid manganatý lze připravit reakcí uhličitanu manganatého s kyselinou fluorovodíkovou. Takto byl připraven v roce 1824 Jönsem Jacobem Berzeliem:
MnCO3 + 2HF → MnF2 + CO2 + H2O
Fluorid manganatý může být také připraven přímo z prvků:
Mn + F2 → MnF2
Tetrahydrát fluoridu manganatého vzniká pomalým odpařováním roztoku fluoridu manganatého.

## Vlastnosti
Fluorid manganatý je málo rozpustný ve vodě. Stejně jako některé fluoridy kovů v oxidačním stavu II, fluorid manganatý krystalizuje ve struktuře rutilu, čímž vznikají oktaedrická centra manganu a planární fluoridy.

## Využití
Fluorid manganatý se používá při výrobě speciálních druhů skel a laserů. Je kanonickým příkladem jednoosého antiferomagnetu (s Néelovou teplotou 68 K). Fluorid manganatý je také využíván jako katalyzátor při syntéze pyridinu.